# Iriskt koppel
Iriskt koppel är en typ av bindning i form av en "kringla" som ofta figurerar inom den vikingatida runstensstilen på runstenar och andra ristade föremål. Kringlan liknar ett vanligt hänglås anpassat efter det aktuella stilbegreppet. Det iriska kopplet förekommer också inom den iriska ornamentiken, vilket föranlett att det nordiska kopplet ansetts vara ett lån från Irland. Saken är dock omdiskuterad.

## Källa